# 諏訪綾子
諏訪 綾子（すわ あやこ、1976年 - ）は、食による表現活動を行うアーティスト。フードクリエイション (food creation)を主宰。

## 人物
アーティスト
石川県羽咋市出身。石川県立羽咋高等学校、金沢美術工芸大学（グラフィックデザイン専攻）卒業。雑誌編集などのアルバイトをしながら進むべき道を手探りしているなかで、ナガオカケンメイと出会ったことがきっかけとなり、2006年（平成18年）より、東京を拠点とし、特定のコンセプトを食で伝える自らの表現を「food creation」と名づけて活動を開始する。以降、国内外の美術館、ギャラリーで展覧会・パフォーマンスを行う。ファッションブランド、ホテルなどの企業と体験のイベント演出を手がける他、商品開発、広告デザインなどの分野で、食に関する表現活動を行っている。
2008年（平成20年）には金沢21世紀美術館で初めての個展「フードクリエイション 食欲のデザイン展 感覚であじわう感情のテイスト」を開催。喜怒哀楽などの人間の感情を、食べ物で表現した作品を発表する。この展覧会は来場者が視覚だけではなく、展示室の中で実際に作品をあじわって鑑賞するものである。その後、東京、福岡、シンガポール、香港、台北、パリ、ベルリンなど国内外の都市でパフォーマンスや展覧会を開催。なかでも参加者が着席して作品「感覚であじわう感情のテイスト」をコースメニューのように順番に体感するパフォーマンス「ゲリラレストラン」は、彼女の代表的な作品となる。2014年（平成26年）には金沢21世紀美術館で東京大学総合研究博物館とともに好奇心をテーマにした展覧会「好奇心のあじわい 好奇心のミュージアム」を開催。2019年（令和元年）「Journey on the Tongue」がEUとアルスエレクトロニカによるアワード「STARTS Prize」のWinnersに選定される。2020年（令和2年）「記憶の珍味 諏訪綾子展」資生堂ギャラリー開催。  
。一貫してグルメや栄養源としての食ではない「表現としての食」を追求し、新たな食の価値を提案している。

## 略歴
2020年（令和2年）
- 展覧会「記憶の珍味 諏訪綾子展」第1期：資生堂ギャラリーで開催 （コロナウイルスの影響による緊急事態宣言により3月以降はギャラリー休館、6ヶ月中断）
- 展覧会「記憶の珍味 諏訪綾子展」第2期：コロナ禍を経て、展示内容を更新して再開

2019年（令和元年）
- 映画「Diner ダイナー」（蜷川実花 監督作品）公開＿作品中に登場する全料理クリエイティブ ディレクション／フードインスタレーション制作
- 受賞 「Journey on the Tongue」アルスエレクトロニカの部門賞　EUが運営する「STARTS Prize19」のWinnersに選定される(ノミネーション)
- 東京：CLASH de Cartier のためのフードインスタレーション制作
- 東京：Ermenegildo Zegnaのためのコンセプチャル・ケータリング
- 東京：展覧会「Journey on the Tongue」開催

2018年（平成30年）
- 東京SHU UEMURA 'Comité de pilotage 2018'のためのフードインスタレーション制作
- 東京・大阪：「Cactus de Cartier 2018」のためのフードドリンク制作
- 東京：LUMINE SHINJUKU VIP PARTYのためのフードインスタレーション制作
- 東京：「YouTube Space Tokyo」のためのフード制作

2017年（平成29年）
- 展覧会・パフォーマンス：「Taste of INSPIRATION for LEXUS」開催＿INTERSECT BY LEXUS 表参道
- 展覧会：シンガポール："Scent of a woman"　フードインスタレーション発表
- パフォーマンス：東京2020オリンピック・パラリンピック文化事業「東京キャラバン in 京都・二条城」に参加
- 東京：プレミアムシャンパン「モエ・エ・シャンドン MCIII（エムシースリー）」のためのフードインスタレーション発表
- 東京・大阪：「Cartier SALON DE LA JOAILLERIE 2017 」カルティエ展示会 でのフードドリンク制作
- 写真家ライアン・マッギンレー責任編集によるカルティエのためのアートブック"With Nail & I” edited by Ryan Mcginley for Cartier_ Juste un Clouに、諏訪綾子が掲載

2016年（平成28年）
- Relais & Châteaux世界大会（明治記念館）にてインスタレーション展示
- 金沢城にてエクスペリメンタルディナー「変身と変容〜METAMORPHOSIS AND TRANSFORMATION」実施
- agnes b.青山店・心斎橋店にてパフォーマンス
- 食品開発協力「はねくう羽咋」発売。

2015年（平成27年）
- エクスペリメンタルディナー「ルネ・マグリットのディナー for DELVAUX」実施
- 展覧会：六本木IMA Galleryにて個展「Taste of Photography 写真をあじわう」
- 展覧会：パリにてグループ展「THINKING FOOD DESIGN」展参加
- 茶会：金沢・鈴木大拙館思索空間にて「無」をあじわう茶会 開催
- 資生堂 香港Clé de Peau Beautéとのコラボレーションディナー「 Journey on the Table Hong Kong _Le Voyage de Synactif」 発表
- ベージュ アラン・デュカス 東京「コレクション・ベージュ」にてフードインスタレーション発表
- 金沢近江町市場でゲリラレストラン開催
- イヴ・サンローランとのコラボレーションパフォーマンス「Taste of Gentlewoman」発表
- バルセロナでシェフ・アラフォンソ・デ・ラ・モタとのコラボレーションディナー「Taste of Rojo」発表
- Taste of LUNASOL 魅惑 浄化をあじわうテイスト

2014年（平成26年）
- 写真作品「scent of woman」（High-Impact Pink）発表
- ヴーヴ・クリコとのコラボレーションディナー、ランスのホテルデュマルクにてディナーパフォーマンス「JOURNEY ON THE TABLE with Veuve Clicquotを開催
- 伊勢丹新宿本店にてパフォーマンス「Guerrilla Restaurant in ISETAN」を開催
- 金沢21世紀美術館にて長期プログラム「好奇心のあじわい　好奇心のミュージアム　フードクリエイション＋東京大学総合研究博物館」を東京大学総合研究博物館とともに開催
- 株式会社電通エントランスロビーにて創立記念展示・全長30Mのインスタレーション作品「Taste of Good Innovation」発表

2013年（平成25年）
- 写真作品のシリーズ「七十二候のセンセーション」連載開始
- TEDxTokyo 2013にてプレゼンテーション「あじわうことは進化すること」[4]
- インターコンチネンタルホテル大阪のグランドオープニングレセプションの総合クリエイティブ・ディレクション
- 写真作品「scent of woman」（with Christian Dior haute couture）発表

2012年（平成24年）
- シンガポールの2am:labにてシェフのジャニス・ウォンとのコラボレーションディナー「JOURNEY ON THE TABLE」開催
- ベルリンにて「Taste Festival Berlin」に参加、展示・パフォーマンス「Guerrilla Restaurant UNDER THE ROOF」開催
- 台北にて、VVGとのコラボレーションディナー「JOURNEY ON THE TABLE」開催

2011年（平成23年）
- シンガポールにて個展「111 flavors to savor」、パフォーマンス「Guerrilla Restaurant for Triple One Tongues」開催
- 写真作品「taste of GUCCI」を発表
- MHDモエヘネシーディアジオ社「ヴーヴ・クリコ」が選出する、独自の人生の美学やスタイル、こだわりを持ち、仕事や生活を楽しんでいる魅力的な現代女性「クリコ・ウーマン」に選出される
- food creation シンガポールエージェントを設立

2010年（平成22年）
- 福岡・三菱地所アルティアムにて展覧会・ゲリラレストラン「Taste of Story」開催
- 「フランス映画祭2010」レセプションパーティにてパフォーマンス「Red Passion」開催
- パリの現代アートセンターパレ・ド・トーキョー・NOMIYAにてフードアーティストのジル・スタッサート氏とのコラボレーション作品を発表
- 東京・ラフォーレミュージアム原宿にて、個展「ゲリラレストラン LOST TONGUES」開催[5]

2009年（平成21年）
- 東京・スワロフスキー銀座にてパフォーマンス「ALICE in the Crystal Forest」開催
- パリのホテル・ル・ムーリスにてグループ展「THROUGH THE LOOKING GLASS」に展示・パフォーマンス参加
- 香港・ワールドトレードセンターにてパフォーマンス「taste of RED」開催

2008年（平成20年）
- 写真作品「感覚であじわう　感情のテイスト」発表
- 伊勢丹新宿本店にてパフォーマンス「BLIND TASTING」開催
- 金沢21世紀美術館にて初の個展「食欲のデザイン展 感覚であじわう 感情のテイスト」開催
- 横浜トリエンナーレ2008のオープニングレセプションにてパフォーマンス「Time Crevasse」発表
- シンガポール国際展「Asia on the Edge 2008」参加、ザ・フラトン・ホテル・シンガポールにて、展覧会・パフォーマンス「Taste of TEARS」開催

2006年（平成18年）
- food creationの活動を開始

## 著書
- フードクリエイション | 感覚であじわう 感情のテイスト（青幻舎）　2014年

## 受賞
- 2019年ノミネート：Journey on the Tongue (2019)　 STARTS Prize '19 Winners

「STARTS PRIZE」：EU欧州委員会により発足されアルスエレクトロニカが運営するオープンコール。アートの力で、テクノロジー・産業・社会のイノベーションを刺激したとされる作品に贈られる賞。オーストリアのリンツで開催される芸術・先端技術・文化の祭典「アルス・エレクトロニカ フェスティヴァル」で、メディアアートに革新をもたらした作品として表彰。

## 講演
- 2015年：パトリック・ブラン氏（植物学者・アーティスト）との対談

　「ル・ラボ vol.7 アンスティチュ・フランセ東京」
- 2013年：TEDx Tokyo

　「あじわうことは進化すること」 諏訪 綾子 at TEDxTokyo - TEDx Talks公式動画（YouTube）

## 取材
- 婦人画報　山梨でのアトリエで「森の時間」を始めた諏訪綾子